# Пясечно (гміна Тшцинсько-Здруй)
Пясечно (пол. Piaseczno) — село в Польщі, у гміні Тшцинсько-Здруй Грифінського повіту Західнопоморського воєводства.
Населення — 441 особа (2011).
У 1975-1998 роках село належало до Щецинського воєводства.

## Демографія
Демографічна структура станом на 31 березня 2011 року:
|          | Загалом | Допрацездатний вік | Працездатний вік | Постпрацездатний вік |
| -------- | ------- | ------------------ | ---------------- | -------------------- |
| Чоловіки | 234     | 68                 | 152              | 14                   |
| Жінки    | 207     | 48                 | 128              | 31                   |
| Разом    | 441     | 116                | 280              | 45                   |